# Édith Bonlieu
Marie Édith Jeanne Bonlieu (verheiratete Vuarnet; * 18. April 1934 in Paron, Département Yonne; † 16. Dezember 1995 in Saint-Pierre-de-Chérennes, Département Isère) war eine ehemalige französische Skirennläuferin.

## Biografie
Édith Bonlieu wuchs gemeinsam mit ihrem jüngeren Bruder François, der wie sie Skirennläufer wurde, in Paron auf. 1955 wurde sie französische Meisterin in der Abfahrt. Im darauffolgenden Jahr sollte sie bei den Olympischen Winterspielen in Cortina d’Ampezzo im Abfahrtslauf starten, zog ihren Start jedoch verletzungsbedingt zurück. Auch die Weltmeisterschaften 1958 in Bad Gastein brachten nicht den gewünschten Erfolg. In der Abfahrt belegte sie Platz 20, im Riesenslalom schied sie aus. Zum Abschluss des Winters wurde sie nochmals französische Meisterin in der Abfahrt. Im November desselben Jahres heiratete sie den Skirennläufer Jean Vuarnet, dessen Namen sie annahm. 1960 gewann sie zum Abschluss ihrer Karriere noch den französischen Meistertitel im Riesenslalom und in der Kombination.
Aus der Ehe mit Jean Vuarnet stammen drei Kinder. Édith Vuarnet war wie ihr jüngster Sohn Patrick Mitglied der Sonnentempler. Beide kamen beim dritten Massaker der Sekte am 16. Dezember 1995 um, ebenso Patrick Vuarnets Lebensgefährtin und die gemeinsame 6-jährige Tochter. Ihre Leichen wurden eine Woche später, am 23. Dezember 1995, entdeckt.

## Erfolge

### Olympische Winterspiele
- Cortina d’Ampezzo 1956: DNS Abfahrt

### Weltmeisterschaften
- Bad Gastein 1958: 20. Abfahrt, DNF Riesenslalom

### Weitere Erfolge
- Französische Meisterin in der Abfahrt (1955, 1958)
- Französische Meisterin im Riesenslalom (1960)
- Französische Meisterin in der Kombination (1960)